# 光明建筑群

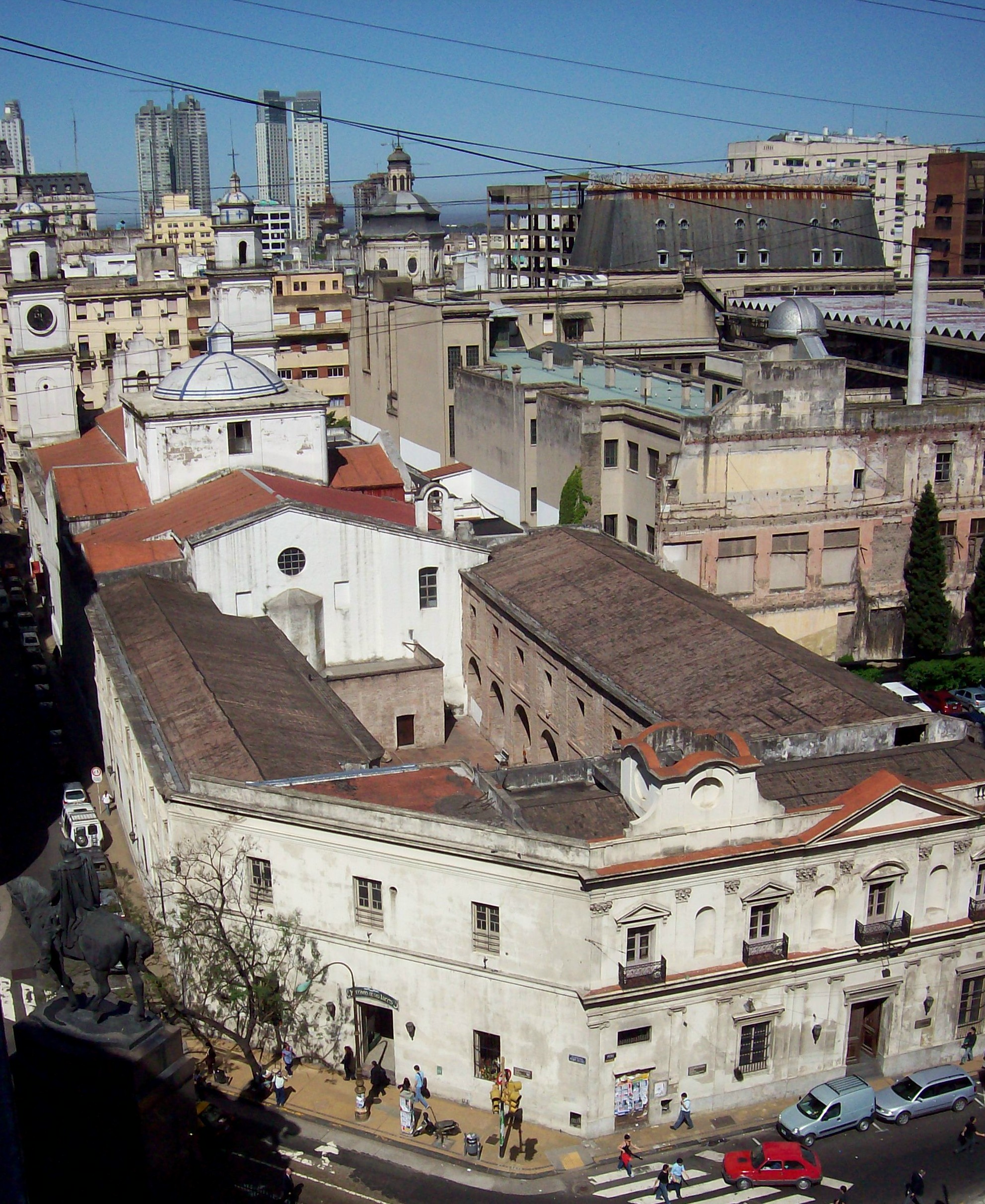
光明建筑群

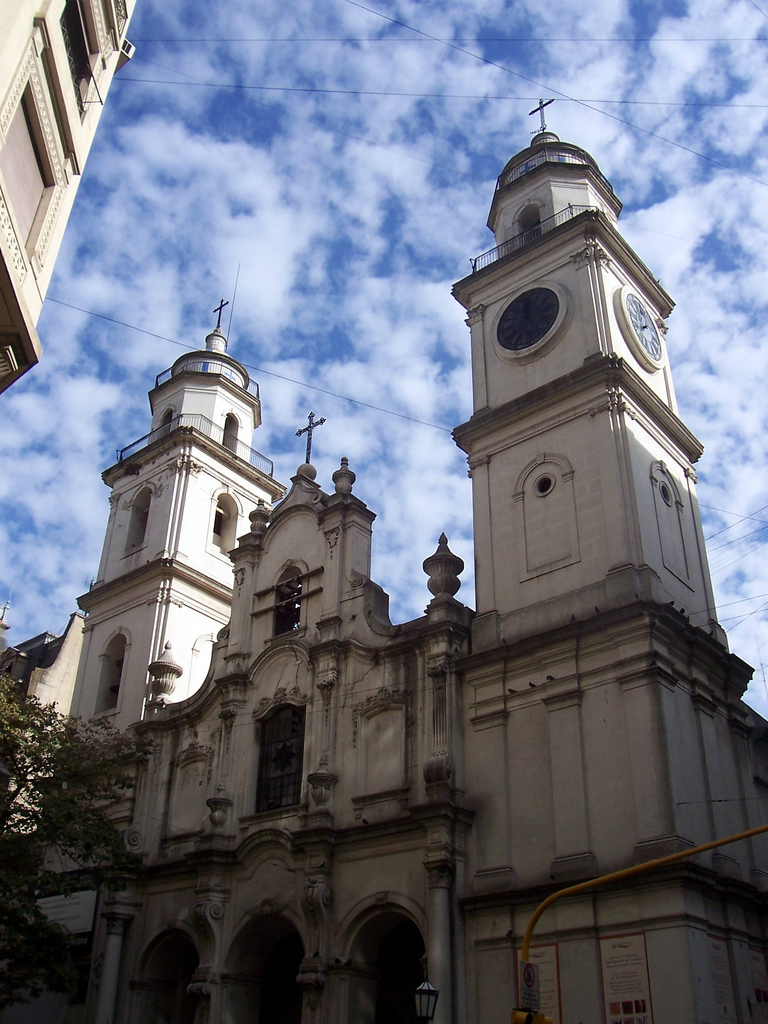
圣依纳爵堂

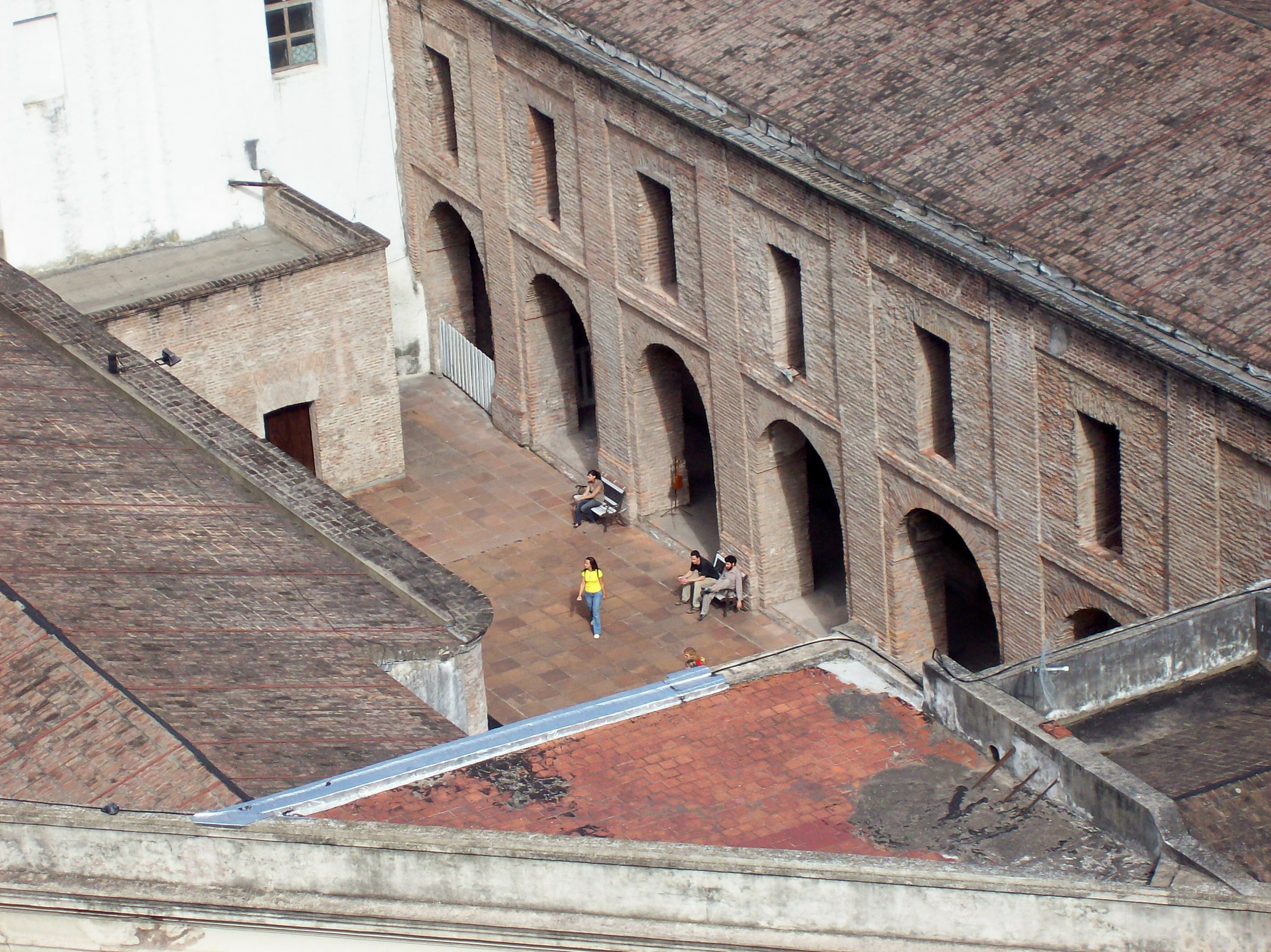
庭院

光明建筑群（西班牙語：Manzana de las Luces）是阿根廷布宜诺斯艾利斯的一处历史地标，位于蒙塞拉特街区，周围是玻利瓦尔街（calle）、莫雷诺街（calle）、阿尔西纳街（calle Alsina）、胡利奥·阿根蒂诺·罗卡大道（Avenida Julio A. Roca）即南对角线大道（Diagonal Sur），以及秘鲁街（calle Perú，佛罗里达街的延长线）。周边有布宜诺斯艾利斯国立学院、圣依纳爵堂、布宜诺斯艾利斯大学老建筑和其他历史建筑。

## 历史
1608年，耶稣会进入新建立的村庄布宜诺斯艾利斯，在一块2公顷的土地上建立第一个会院，这片土地早些时候被西班牙征服者胡安·德·加雷保留，用于修建未来的城市广场。1661年，耶稣会出售出售该处地产（最终将成为五月广场），伊莎贝尔·德·卡瓦哈尔赠予了毗邻的一块土地，让耶稣会在那里建立了一个新会院。圣依纳爵堂是一座巴洛克建筑，于1686年开工建造，1722年竣工。毗邻的圣依纳爵公学，由当地建筑师胡安·克劳斯设计，建于1710年至1729年间，为布宜诺斯艾利斯殖民地唯一一所提供古典教育的学院，拥有该市最好的实验室、博物馆和图书馆。该中心设有耶稣会监督办公室（负责监督耶稣会的大量的原住民缩减地）, 以及一家由英国耶稣会士托马斯·福克纳神父开设和经营的该市第一家药房。
1767年耶稣会遭取缔，附近圣泰尔莫区的一家附属医院也遭关闭。公学只是暂时关闭，1772年改建为圣卡洛斯皇家学院。1775年教堂改为主教座堂，福克纳神父的药房则成为1780年总督胡安·何塞·德·维尔蒂斯的医学院（今天阿根廷的第一所医学院）的基础。 维尔蒂斯总督也在1780年建立了该市的第一个印刷厂，以及一个用销售印刷材料资助的孤儿院。
该中心后来在阿根廷独立战争中发生了一件轶事。1811年，贵族团曾短暂地将总部设在圣依纳爵公学，在那里还曾发生针对指挥官曼努埃尔·贝尔格拉诺将军的一次失败的兵变。原修会会院下面，挖掘出由五条交叉隧道组成的网络（据信是为了在被围困时保证补给的流动，在和平时期为走私提供便利）在战争期间用于储存弹药。 1810年阿根廷五月革命组建临时政府，1812年第一次国民大会开设了一个公共图书馆，独立战争结束后，省长马丁罗德里格斯于1821年建立布宜诺斯艾利斯大学和总档案馆。几天后，该市主要报纸《El Argos》，在1821年9月1日的一篇社论中将该地区称为“光明建筑群”。
1822年，省长罗德里格斯还在该处建立了省议会和布宜诺斯艾利斯省银行，以及该市的第一个自然科学博物馆（后来位于附近的圣多明我修道院）。1817年，胡安·马丁·德普埃雷登在光明建筑群建立了一所中学，后来到1863年成为布宜诺斯艾利斯国立学院，该国最负盛名的预科学校之一。
在短命的第一共和国期间（1826年至1827年）,以及在1862年至1864年期间，省立法机构曾两度用作阿根廷国会，同时在附近修建了新的设施。1894年至1931年，布宜诺斯艾利斯市议会也在这里开会，当时目前的建筑已经完工。旧的省议会最终由布宜诺斯艾利斯大学建筑学院使用（直到1972年）。
1942年，光明建筑群宣布为国家历史古迹（连同其中三座地下墓穴），并于1983年进行了大规模修复。